# علم الأورام القلبي الوعائي
علم الأورام القلبي الوعائي (بالإنجليزية: Cardiovascular Oncology)‏ أو علم الأورام القَلبي (بالإنجليزية: Cardiooncology)‏ هوَ حقل طبي مُتعدد التخصصات، حيثُ يتم فيه دراسة التغيرات الجزيئية والسريرية في جهاز الدوران خلال فترة استعمال أساليب علاج السرطان المُختلفة وخصوصاً العلاج الكيميائي وَالعلاج الموجه.